# خالد بن بكر
الدكتور خالد عبد الله بن بكر، مدير عام الخطوط الجوية العربية السعودية الأسبق، ورئيس الاتحاد العربي للنقل الجوي (الآكو). ولد سنة 1374 هـ في الطائف.

## مسيرته التعليمية
كان للدكتور خالد عبد الله بن بكر مسيرة مهنية عظيمة، حيث بدأ تعليمه من الابتدائية ووصولا للدكتوراه في جامعات دولية.
- أنهى دراسته الثانوية ليلتحق بكلية الهندسة، حيث تخرج ببكالوريوس هندسة مدنية من جامعة الملك فهد للبترول والمعادن – الظهران.
- التحق بجامعة ثندربيرد – ولاية أريزونا – أمريكا، بتخصص ماجستير إدارة الأعمال الدولية.
- أنهى مرحلة الدكتوراه في الإدارة العامة من جامعة جنوب كاليفورنيا – لوس أنجلوس – أمريكا.

## مسيرته المهنية
شُهد للدكتور مسيرة مهنية مشرفة على مستوى محلي وإقليمي ودولي في عدة منظمات وهيئات دولية، بالإضافة إلى خبراته الإدارية والعلمية والأكاديمية.

### التاريخ الوظيفي
- (1978م - 1980م) مهندس استشاري بقسم الشؤون الفنية بجامعة الملك فهد للبترول والمعادن.
- (1980م - 1987م) مساعد باحث وطالب دراسات عليا بالولايات المتحدة الأمريكية.
- (1987م - 1993م) أستاذ الإدارة المساعد بجامعة الملك فهد للبترول والمعادن.
- (1993م - 1994م) أستاذ الإدارة المشارك بجامعة الملك فهد للبترول والمعادن.
- (1990م - 1994م) رئيس قسم الإدارة والتسويق بجامعة الملك فهد للبترول والمعادن.
- (1990م - 1994م) رئيس برنامج ماجستير إدارة الأعمال بجامعة الملك فهد للبترول والمعادن.
- (1994م - 2006م) مدير عام الخطوط الجوية العربية السعودية.[2]

### المنظمات والهيئات الدولية
- رئيس الاتحاد العربي للنقل الجوي (الآكو).
- رئيس اللجنة التنفيذية للاتحاد العربي للنقل الجوي.[3]
- عضو مجلس الحكماء بالمنظمة العالمية للنقل الجوي – الأياتا.
- عضو لجنة التسويات بالمنظمة العالمية للنقل الجوي – الأياتا.
- عضو لجنة الترشيحات بالمنظمة العالمية للنقل الجوي – الأياتا.
- عضو لجنة الحج المركزية برئاسة الأمير ماجد بن عبد العزيز ثم الأمير عبد المجيد بن عبد العزيز ثم الأمير خالد الفيصل.
- عضو المجلس الاستشاري لجامعة كونكورديا – كندا.
- عضو المجلس الإشرافي للمنظمة العربية للإدارة – برادفورد – بريطانيا.
- من المؤسسين لصحيفة الوطن السعودية.
- عضو فريق بناء إستراتيجية هيئة السياحة برئاسة الأمير سلطان بن سلمان.

### الخبرات الإدارية والعلمية والأكاديمية

#### العمل الأكاديمي
- رئاسة العديد من جلسات العمل بالمؤتمرات المحلية والعالمية.
- تحكيم ومراجعة العديد من البحوث العلمية المقدمة للمجلات العلمية المحكمة.
- رئاسة العديد من اللجان الدائمة بجامعة الملك فهد للبترول والمعادن.
- الإشراف على البرنامج التعاوني بقسم الإدارة والتسويق بجامعة الملك فهد للبترول والمعادن.
- المشاركة في تصميم الحرم الجامعي لجامعة الإمام محمد بن سعود الإسلامية بالرياض مع شركة CRS العالمية بمدينة هيوستن بالولايات المتحدة الأمريكية.
- تدريس مواد مختلفة لمرحلتي البكالوريوس والماجستير في إدارة الأعمال بجامعة الملك فهد للبترول والمعادن.
- الإعداد والتحضير والإشراف على العديد من الدورات التدريبية لمنسوبي الكثير من المنظمات الخاصة والجهات الحكومية بالمملكة مثل وزارة الدفاع والطيران، وزارة الداخلية، وزارة البرق والبريد والهاتف، المؤسسة العامة للخطوط الجوية العربية السعودية، شركة أرامكو السعودية، سابك، بترومين. وتشمل هذه الدورات التدريبية الموضوعات التالية: (مبادئ الإشراف، الإدارة الوسطى، إدارة المشاريع، الإدارة الفعالة لجماعات العمل، التعامل مع الضغوط في العمل، كيفية التخطيط والتنفيذ لتقويم الأداء الفعال).

#### العمل الإداري في الخطوط السعودية
- إعادة هيكلة قطاعات المؤسسة المختلفة.
- دمج طائرات الأسطول الجديد في الإطار التشغيلي للمؤسسة.
- برنامج الصورة الذهنية الجديدة.
- تطوير خدمات الخطوط السعودية (خدمات درجة الضيافة، برامج الخدمة لذوي الاحتياجات الخاصة، مشروع تطوير خدمات الحجز، برنامج الخدمة الذهبية[4]).
- تطوير شبكة رحلات الخطوط السعودية لتشمل 80 محطة (26 محطة داخلية و54 محطة دولية).[5]
- تطبيق قواعد التشغيل التجاري بمتطلباته المختلفة.
- تحويل قطاعات التموين والشحن إلى مراكز ربحية.
- إنشاء مشروع أكاديمية الأمير سلطان لعلوم الطيران.
- تطبيق خطة التوطين المعتمدة من مجلس إدارة الخطوط السعودية.
- إعداد المؤسسة لمرحلة التخصيص.

## المكانة والتكريم
- رئيس الاتحاد العربي للنقل الجوي (الآكو).
- رئيس قسم الإدارة والتسويق بجامعة الملك فهد للبترول والمعادن.
- مدير عام الخطوط الجوية العربية السعودية.
- رئيس اللجنة التنفيذية للاتحاد العربي للنقل الجوي.
- رئاسة العديد من اللجان الدائمة بجامعة الملك فهد للبترول والمعادن.
- الإشراف على البرنامج التعاوني بقسم الإدارة والتسويق بجامعة الملك فهد للبترول والمعادن.

## أهم البحوث العلمية والمؤلفات
- الضغط الوظيفي في مختلف المؤسسات: دراسة ميدانية في المملكة العربية السعودية (المجلد التاسع، العدد الخامس 1994م Journal of Managerial Psychology.
- الالتزام والرضا الوظيفي ودوران العمل في المؤسسات السعودية: دراسة استطلاعية مقارنة The Journal of Socio-Economics خريف 1994م.
- تحليل مسببات الرضا الوظيفي في المؤسسات السعودية، مؤتمر الإدارة العربية، برادفورد، بريطانيا، 6-8 يوليو 1993م.
- استخدام الحاسب الآلي في دول العالم النامي: تجربة المملكة العربية السعودية، مؤتمر الإدارة العربية، برادفورد، بريطانيا، 6-8 يوليو 1993م.
- بحوث التسويق بين التكلفة الباهظة والفائدة المتوقعة، مجلة جمعية التسويق الخليجية، مايو 1992م.
- إدارة الوقت الفعالة، مجلة الاقتصاد، مجلد 25، العدد 240، مايو 1993م.
- الإدارة الفعالة للخلافات في المنظمات، مجلة الاقتصاد، العدد 249، يناير 1994م.
- رحلة حياة...أرضاً وجواً "كتاب تجارب الدكتور بين المطبات الجوية والأرضية"